# Région économique de Volga-Viatka
Pour les articles homonymes, voir Viatka (homonymie).

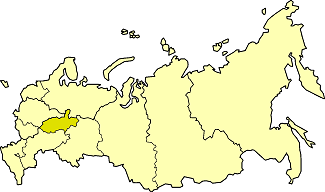
Région économique de Volga-Viatka sur la carte de la Russie.

La région économique de Volga-Viatka (en russe : Во́лго-Вя́тский экономи́ческий райо́н, Volgo-Vyatski ekonomitcheski raïon) est l'une des douze régions économiques de Russie.

## Caractéristiques générales[1]
- Surface : 265 400 km2
- Population : 8 480 000 hab.
- Densité : 32 hab./km2
- Urbanisation : 70 % de la population est urbaine

## Composition
La région économique de Volga-Viatka est composée des sujets fédéraux suivants :
- République de Tchouvachie
- Oblast de Kirov
- République des Maris
- République de Mordovie
- Oblast de Nijni Novgorod